# Ротовая полость

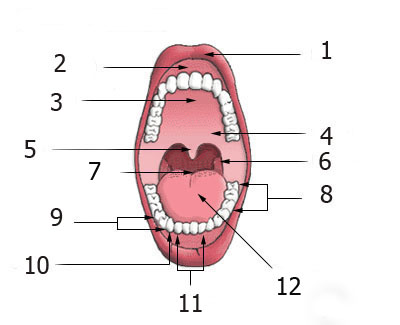
Ротовая полость:
1. Верхняя губа (Labium superius)
2. Десна (Gingiva)
3. Твёрдое нёбо (Palatum durum)
4. Мягкое нёбо (Palatum molle)
5. Язычок (Uvula palatina)
6. Нёбная миндалина (Tonsilla palatina)
7. Перешеек зева (Isthmus faucium)
8. Большие коренные зубы (Dentates molares)
9. Малые коренные зубы (Dentates premolares)
10. Клык(и) (Dentes canini)
11. Резцы (Dentes incisivi)
12. Язык (Lingua)

По́лость рта́ (лат. cavum oris) — начальный участок переднего отдела пищеварительной системы человека (о ротовой системе животных см. статью Рот). Служит для приёма пищи и её первичной обработки (включающей механическое измельчение при пережёвывании и начальный этап переваривания, в ходе которого содержащиеся в пище полисахариды расщепляются под действием амилазы и мальтазы, присутствующих в слюне). В результате образуется пищевой комок, поступающий через глотку в пищевод.
Ротовая полость принимает также участие в процессах дыхания и речевой коммуникации.

## Анатомическое строение
Ротовую полость разделяют на два отдела: преддверие рта (лат. vestibulum oris) и собственно полость рта (лат. cavitas oris propria).
Преддверие рта ограничено снаружи внутренними поверхностями губ и щек, а изнутри - наружными поверхностями зубов и дёсен. С внешней средой преддверие рта (а с ним и вся ротовая полость) сообщается посредством ротовой щели (лат. rima oris). Через промежутки между зубами, а также через щель между последним моляром и ветвью нижней челюсти преддверие полости рта сообщается с собственно ротовой полостью. Именно в преддверие рта (обычно на уровне второго верхнего моляра) открываются выводные протоки околоушных слюнных желез (правой и левой).
Собственная ротовая полость ограничивается: сверху - твёрдым и мягким нёбом (образуют т.н. крышу ротовой полости), спереди и с боков - зубами и дёснами, снизу - диафрагмой (дном) ротовой полости.

## Слизистая оболочка
Слизистая оболочка ротовой полости (лат. tunica mucosa oris) защищает ниже лежащие ткани как от механических повреждений, так и от проникновения в них микроорганизмов и токсичных веществ. Характерные особенности слизистой оболочки ротовой полости: наличие на большинстве её участков многослойного плоского неороговевающего эпителия толщиной 180—600 мкм, отсутствие (или слабое развитие) мышечной пластинки (лат. lamina muscularis), а также отсутствие на некоторых участках подслизистой основы; в таких случаях слизистая оболочка лежит непосредственно на кости (в дёснах и твёрдом нёбе) или на мышцах (на языке и в мягком нёбе) и твёрдо сращена с ниже лежащими тканями. Розовый цвет слизистой оболочке придаёт наличие большого числа капилляров, которые просвечивают через эпителий.

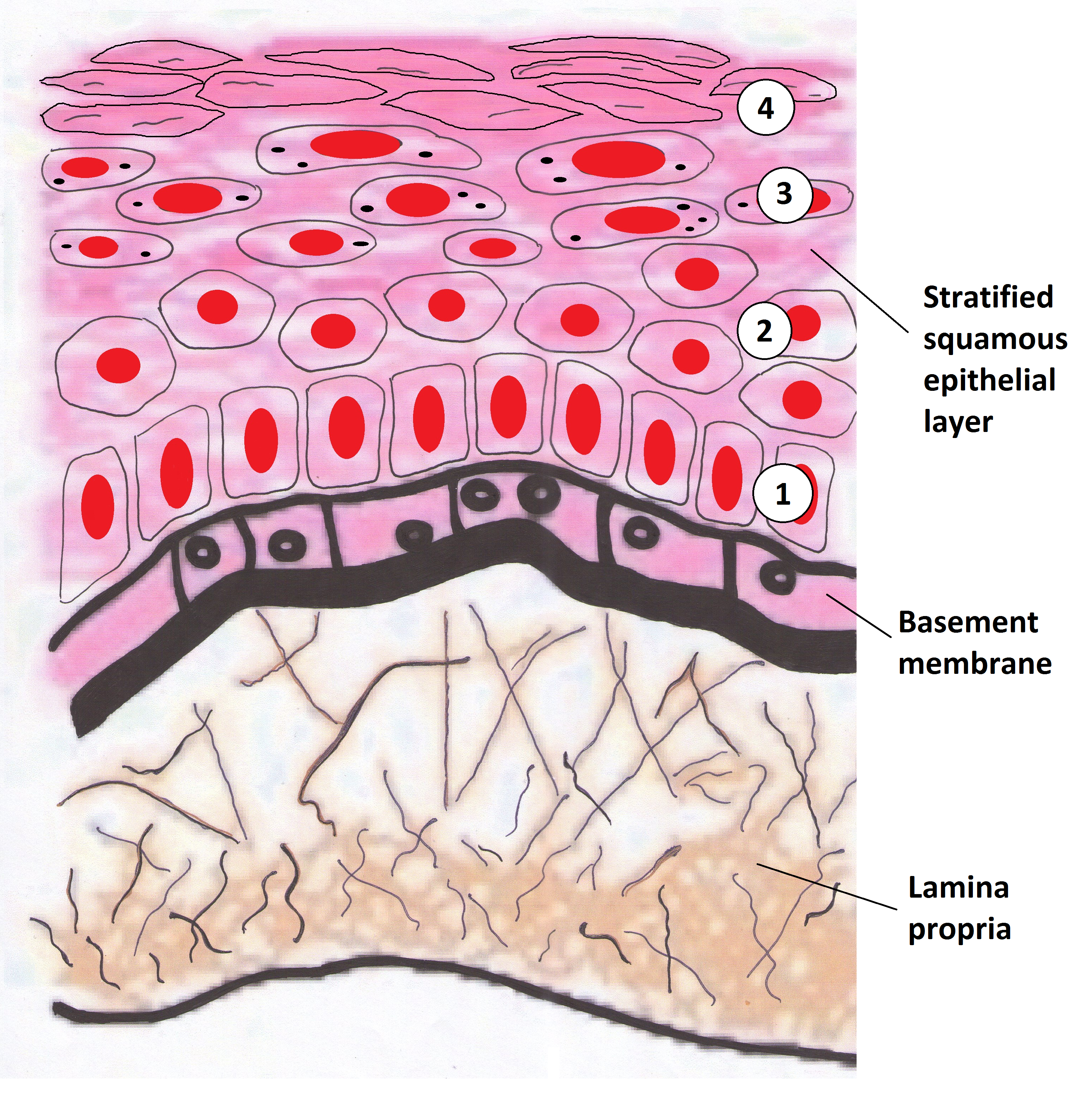
Строение ороговевшей слизистой оболочки ротовой полости (снизу вверх): мышечная пластинка, базальная мембрана эпителия, 4 слоя эпителия

Различия в структуре слизистой оболочки ротовой полости на разных её участках вызваны, прежде всего, адаптацией к различным механическим требованиям. На тех участках (десна, твёрдое нёбо: примерно 25 % общей поверхности слизистой оболочки ротовой полости), механические нагрузки на которых значительны (в связи с их активной ролью в жевании), эпителий является ороговевающим. Другие же участки (60 % общей поверхности), где от тканей требуется бо́льшая гибкость, покрыты неороговевающим эпителием. Наконец, спинку языка (15 % общей поверхности) покрывает специализированный эпителий, напоминающий мозаику из ороговевающего и неороговевающего эпителия.
Во всех случаях эпителий слизистой оболочки ротовой полости содержит четыре слоя. В случае ороговевающего эпителия это: базальный слой (лат. stratum basale; на рисунке слева обозначен цифрой 1), шиповатый слой (лат. stratum spinosum; цифра 2), зернистый слой (лат. stratum granulosum; цифра 3) и роговой слой (лат. stratum corneum; цифра 4). В случае неороговевающего эпителия вместо зернистого слоя говорят о промежуточном слое (лат. stratum intermedium), а место рогового слоя занимает поверхностный слой (лат. stratum superficiale).
На слизистой оболочке ротовой полости (а также глотки и надгортанника) расположены вкусовые почки — органы вкуса человека. Клетки, образующие вкусовую почку, являются видоизменёнными эпителиальными клетками; часть из них, лежащие на вершине почки, представляют собой рецепторы вкуса. Частички пищи, растворённые в слюне, вступают в контакт с рецепторами вкуса, проходя через небольшие отверстия в эпителии слизистой оболочки — вкусовые поры.

## Мышцы
За приведение в движение нижней челюсти ответственны несколько мышц. Поднимают нижнюю челюсть, обеспечивая её сближение с верхней челюстью, собственно жевательная мышца, височная мышца и медиальная крыловидная мышца. Латеральная крыловидная мышца ответственна при одновременном сокращении мышц правой и левой сторон за выдвижение нижней челюсти вперёд, а при одностороннем сокращении — за её движение в противоположном направлении. Опускание нижней челюсти обеспечивают челюстно-подъязычная мышца, подбородочно-подъязычная мышца и переднее брюшко двубрюшной мышцы.
В толще губ залегают пучки волокон круговой мышцы рта (лат. musculus orbicularis oris), которая отвечает за закрытие рта и за выдвижение губ вперёд. В стенках щёк находятся щёчные мышцы, отвечающие за оттягивание углов рта в стороны и прижатие щёк к зубам.
Сразу несколько мышц присутствуют в мягком нёбе; они поднимают, опускают и напрягают в поперечном направлении нёбную занавеску, а также приподнимают и укорачивают язычок. Точно так же несколько мышц имеет и язык; они в совокупности отвечают за разнообразные его движения в ходе жевания, глотания и артикуляции речи.

## Жевательный аппарат
Механическую обработку пищи в ротовой полости обеспечивает акт жевания, в основе которого лежат периодические движения нижней челюсти относительно верхней. За процесс жевания отвечает жевательный аппарат, состоящий из челюстей с их зубными рядами и мышц, приводящих в движение нижнюю челюсть. Активное участие в данном процессе принимает и язык.
В ходе жевания пища измельчается и перемешивается со слюной, в результате чего формируется пищевой комок, который далее поступает через глотку в пищевод. Координацию действий мышц при жевании обеспечивает жевательный центр, главная часть которого локализована в продолговатом мозге.
Помимо жевания, жевательный аппарат выполняет целый ряд других функций: захватывание и удержание пищи, проведение пищевого комка в глотку и пищевод, артикуляцию звуков речи, участвует в процессе дыхания и производстве мимических движений; таким образом, он является полимодальной биомеханической системой.

## Речевой аппарат
В ротовой полости располагается большинство входящих в состав речевого аппарата человека произносительных органов речи — органов, которые непосредственно участвуют в оформлении звуков речи, создавая разнообразные препятствия струе выдыхаемого воздуха и обеспечивая за счёт этого фонологически значимые различия между артикулируемыми звуками. К числу данных органов относятся: губы, зубы, альвеолы, язык, твёрдое нёбо, мягкое нёбо (нёбная занавеска), язычок (только голосовые связки лежат уже вне полости рта — в гортани). При этом большинство перечисленных органов являются активными органами речи (выполняют движения, необходимые для образования звука речи), а зубы, альвеолы и твёрдое нёбо представляют собой пассивные органы речи (остаются неподвижными, служа лишь «опорой» для соответствующего активного органа). Сама ротовая полость играет (наряду с полостью носа и полостью глотки) роль резонатора, который в ходе речевого процесса изменяет свой объём и форму, влияя на тембр артикулируемых звуков.

## Микрофлора
В составе нормальной микрофлоры ротовой полости человека доминируют бактерии, в то время как вирусы, простейшие и микроскопические грибы представлены значительно меньшим числом видов. Подавляющее число присутствующих в ротовой полости микроорганизмов не наносят хозяину видимого вреда, являясь комменсалами. Среди бактерий полости рта преобладают стрептококки (от 30 до 60 % всей микрофлоры; в 1 мл слюны обнаруживают до 100 и более стрептококков), и лактобациллы, выступающие для многих непостоянных её обитателей антагонистами. Однако при различных нарушениях физиологического состояния ротовой полости в ней могут задерживаться и размножаться представители непостоянной флоры, включая и патогенные виды, что может привести к возникновению различных заболеваний. В 40—50 % случаев в ротовой полости здоровых людей встречаются грибки рода кандида (преимущественно С. albicans), которые обычно не причиняют вреда, но при усиленном размножении (например, при бесконтрольном применении антибиотиков) могут вызвать кандидоз или дисбактериоз. Встречаются в микрофлоре полости рта и простейшие: представители родов Entamoeba, Trichomonas и др.

## Исследования
Согласно данным проведенных исследований, гигиена полости рта человека за последние 25 лет не претерпела значительного прогресса в мире: так, в 1990 году было 2,5 млрд человек с нелеченными заболеваниями, включая кариес и хронический периодонтит тяжелой степени, в 2015 году замечено уже 3,5 млрд человек с данными заболеваниями.